# Pholidoctenus
Pholidoctenus is een geslacht van uitgestorven straalvinnige beenvissen.
De typesoort Pholidoctenus serianus werd in 1977 benoemd door Rocco Zambelli. Het holotype is MCSNB 3067.
Pholidoctenus werd ruim zes centimeter lang.